# Robert Scheyhing
Hans Robert Ulrich Scheyhing (* 19. März 1927 in Ulm; † 6. Dezember 1989 in Tübingen) war ein deutscher Rechtswissenschaftler und Hochschullehrer an der Eberhard Karls Universität Tübingen.

## Leben
Scheyhing besuchte die Volksschule und seit 1937 das humanistische Gymnasium in Ulm. Als 17-Jähriger wurde er noch zum Zweiten Weltkrieg eingezogen und geriet in Kriegsgefangenschaft. 1946 legte er das Kriegsteilnehmerabitur ab und nahm zunächst an der Philosophisch-Theologischen Hochschule Dillingen das Studium der Rechtswissenschaften auf. Zum Wintersemester 1947/48 wechselte er an die Universität Tübingen. Dort legte er 1950 sein Erstes Juristisches Staatsexamen ab, 1953 folgte das Zweite. Bereits 1952 war er von der Universität Tübingen mit der von Eduard Kern betreuten Schrift „Die Entwicklung des deutschen Gerichtsverfassungsrechts vom 8. Mai 1945 bis 1. Oktober 1950“ zum Dr. iur. promoviert worden. 1954 wurde Scheyhing in Tübingen Assistent des Juristischen Seminars und habilitierte sich 1958 unter Betreuung von Hans Erich Feine. Dadurch erhielt er die Venia legendi für die Fächer Deutsche Rechtsgeschichte und Bürgerliches Recht.
Nach einer Lehrstuhlvertretung an der Universität Göttingen nahm er 1960 den Ruf der Universität Kiel auf den Lehrstuhl für  Deutsche Rechtsgeschichte und Bürgerliches Recht an. 1965 wechselte er zurück an die Universität Tübingen. Dort hatte er bis zu seinem Tod einen ordentlichen Lehrstuhl für Deutsche Rechtsgeschichte, Bürgerliches Recht und Handelsrecht inne. Zudem war er kooptiertes Mitglied der wirtschaftswissenschaftlichen Fakultät. Zudem war er langjähriges Mitglied des Gemeinderats von Öschingen. 1989 starb Robert Scheyhing nach langer Krankheit.
Scheyhing widmete sich in seinem Werk der mittelalterlichen und neuzeitlichen Rechtsgeschichte, vor allem der Verfassungsgeschichte. Außerdem forschte er zum Agrarrecht und der Privatrechtsdogmatik. Als sein Hauptwerk hat wohl der zusammen mit Knut Wolfgang Nörr verfasste Beitrag über Sukzessionen im Handbuch des Schuldrechts zu gelten.

## Schriften (Auswahl)
- Die Entwicklung des deutschen Gerichtsverfassungsrechts vom 8. Mai 1945 bis 1. Oktober 1950. Universitätsverlag, Tübingen 1950 (Dissertation).
- Eide, Amtsgewalt und Bannleihe: Eine Untersuchung zur Bannleihe im hohen und späten Mittelalter. Böhlau, Köln 1960 (Habilitationsschrift).
- Höfeordnung. Heymanns, Köln 1967.
- Deutsche Verfassungsgeschichte der Neuzeit. Heymanns, Köln 1968.
- Pluralismus und Generalklauseln, betrachtet auf den Hintergrund gesellschaftlichen Wandels. Mohr, Tübingen 1976.
- mit Knut Wolfgang Nörr: Sukzessionen: Zession, Vertragsübernahme, Schuldübernahme, Schuldbeitritt. Mohr, Tübingen 1983, ISBN 978-3-16-644639-4.
- mit Hermann Lange: Fälle zum Sachenrecht. 2. Auflage. C.H. Beck, München 1988, ISBN 978-3-406-33487-0 (Nach seinem Tod in erneuter Auflage erschienen).